# 閣道三
仙后座δ，又名BD+59 248，HD 8538、SAO 22268、HR 403，是仙后座的一颗恒星，视星等为2.68，位于銀經127.19，銀緯-2.35，其B1900.0坐标为赤經1h 19m 16.1s，赤緯+59° -2.35′ 56″。